# Pycnacantha tribulus
Pycnacantha tribulus là một loài nhện trong họ Araneidae.
Loài này thuộc chi Pycnacantha. Pycnacantha tribulus được Johan Christian Fabricius miêu tả năm 1781.